# Gasteracantha remifera
Gasteracantha remifera är en spindelart som beskrevs av Butler 1873. Gasteracantha remifera ingår i släktet Gasteracantha och familjen hjulspindlar. Inga underarter finns listade i Catalogue of Life.